# Subotica Podravska
Subotica Podravska falu Horvátországban Kapronca-Kőrös megyében. Közigazgatásilag Apajkeresztúrhoz tartozik.

## Fekvése
Kaproncától 8 km-re északnyugatra, községközpontjától 3 km-re keletre, a Drávamenti-síkságon a drávamenti főút mellett fekszik.

## Története
1857-ben 494, 1910-ben 824 lakosa volt. A trianoni békeszerződésig Varasd vármegye Ludbregi járásához tartozott. 2001-ben 637 lakosa volt.

## Nevezetességei
Szent Margit tiszteletére szentelt római katolikus temploma. Az észak-déli tájolású klasszicista templomot 1846-ban építették a régebbi, 1787-ben emelt fa kápolna helyén. Egyhajós épület, téglalap alaprajzzal, apszissal, a homlokzat feletti harangtoronnyal és a szentély keleti oldalán épített sekrestyével. A klasszicista berendezés eredete az építkezés idejére nyúlik vissza.